# Aalstreepgrasmuis
De aalstreepgrasmuis (Lemniscomys griselda) is een knaagdier uit de familie van de muisachtigen (Muridae).

## Verwantschap
Deze soort is nauw verwant aan L. rosalia en L. roseveari en iets minder nauw aan de West-Afrikaanse L. linulus. De grenzen tussen de eerste drie soorten zijn nog verre van duidelijk en de huidige taxonomie is waarschijnlijk incorrect. Deze soort lijkt in sommige kenmerken op Pelomys minor.

## Verspreiding
Deze soort komt voor in Angola, mogelijk ook in Congo-Kinshasa en Zambia. Studies die een veel groter verspreidingsgebied vermelden nemen daarin dan ook de populaties van rosalia en roseveari mee, die voorheen in deze soort werden opgenomen.
Zebragrasmuis (Lemniscomys barbarus) · Lemniscomys bellieri · Aalstreepgrasmuis (Lemniscomys griselda) · Lemniscomys hoogstraali · Lemniscomys linulus · Lemniscomys macculus · Lemniscomys mittendorfi · Lemniscomys rosalia · Lemniscomys roseveari · Gestreepte grasmuis (Lemniscomys striatus) · Lemniscomys zebra